# 術中迅速細胞診断
術中迅速細胞診断（じゅつちゅうじんそくさいぼうしんだん）とは、手術方針等を決めるために、手術中に採取した細胞診検体について行う細胞診断の方法。術中迅速診断の一種。

## 解説
手術中に、たとえば腹水を採取しスライドガラスに薄く塗布(塗抹)し染色して、がん細胞が拡がっているかどうかを顕微鏡で調べる。がん細胞が明らかな場合(陽性またはCY1などと表現する)は腹膜浸潤または腹膜転移ありと判断されることが多い。
- 専門性の高い病変部の判断であり、術中迅速細胞診は細胞診専門医や病理専門医が担当することが多い。病理医不在医療施設等では遠隔病理診断の対象になることがある。
- 切除材料を凍結し薄く切って標本作製する術中迅速病理診断法に似るが、それぞれの特徴を考慮し目的に応じて使い分けられている。がん細胞が挫滅したり変性して観察しにくいこともあり、術中迅速細胞診で陰性だから腹膜転移がないという意味にはならない。

### 診療報酬
2010年4月の診療報酬改定で新規収載された第13部病理診断の項目。「N003-2 術中迅速細胞診（1手術につき） 450点」とされた。N006-2 細胞診断料の対象でもある。